# Giroc, Timiș

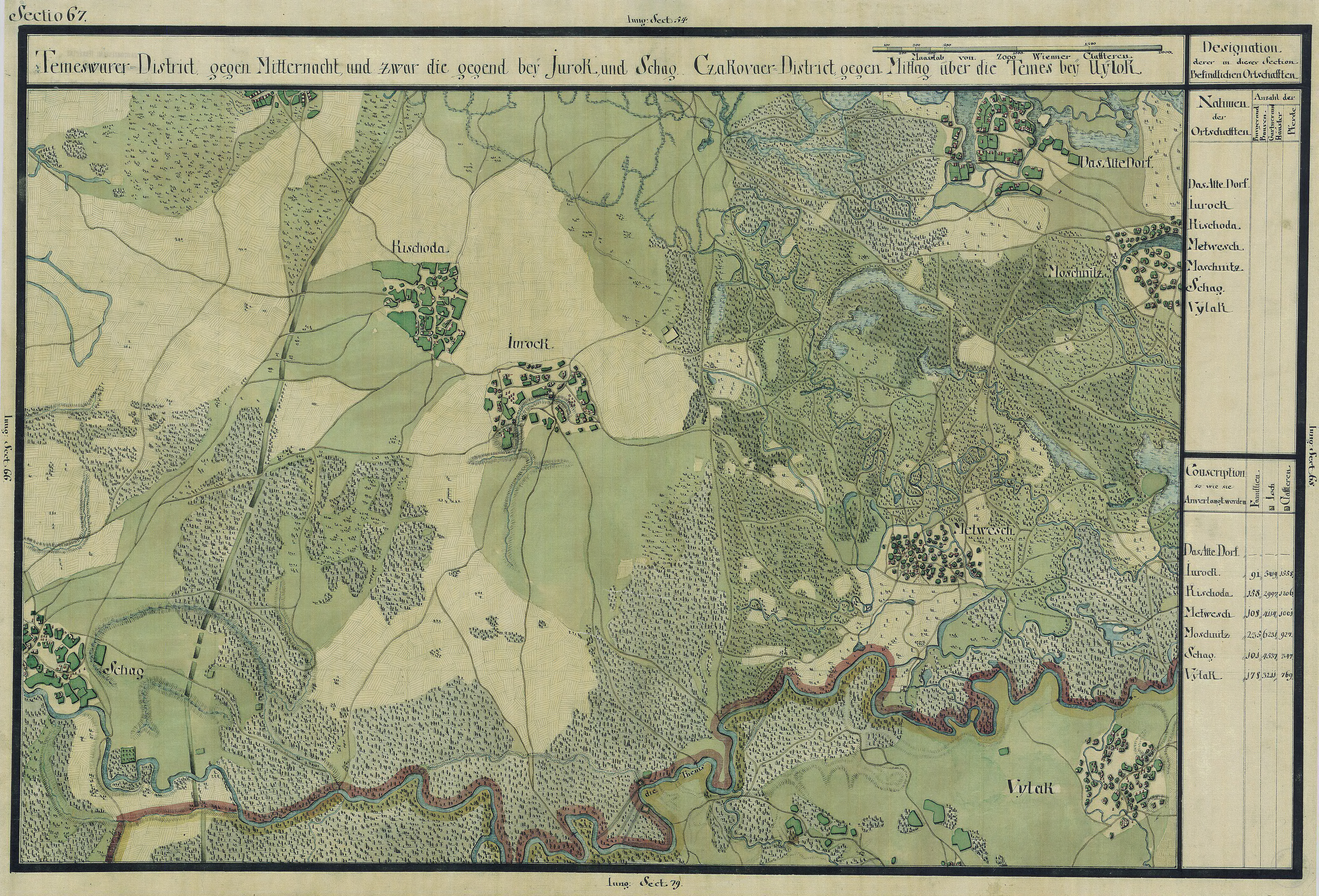
Giroc în Harta Iosefină a Banatului, 1769-72

Giroc (germană Girock, Kirok, maghiară Gyüreg) este satul de reședință al comunei cu același nume din județul Timiș, Banat, România.
Comuna Giroc este alcătuită din satele Giroc și Chișoda, având satul Giroc ca reședință de comună. În același timp, face parte, din cartierele municipiului Timișoara, de care este alipită teritorial. În ultimii 10 ani, prin construirea și dezvoltarea cartierului din zona Planiște și Ogrindova (Cartierul Florilor) s-a realizat în mod practic legătura dintre Giroc și Timișoara. La 1 Iulie 2016 localitatea avea 11.753 locuitori.

## Geografie
Girocul este o localitate suburbană a municipiului Timișoara, situată la circa 4 km sud de acesta. Se mai învecinează la vest cu Urseni, la sud-sud-vest cu Șag iar la vest cu Chișoda. Prin sudul localității curge râul Timiș, care desparte Girocul de Pădureni și Unip.

## Etimologie
În monografia istorică a Girocului întocmită de Octavian Gruița, cercetătorul girocean evidențiază o posibilă ipoteză care pornește de la observația academicianului Iorgu Iordan, în „Dicționarul numelor de familie românești”, care arată că în românește există o rădăcină din bulgara veche: „dzoro”. Împreună cu sufixul "-oc" ar fi dus la nașterea toponimului „Gioroc”, care a devenit cu timpul în limba vorbită „Giroc”. Locuitorii se numesc giroceni.

## Stema
Stema oficială a comunei Giroc a fost adoptată de Guvern prin Hotărârea nr. 366/2013. 
Aceasta se compune dintr-un scut triunghiular cu marginile rotunjite, tăiat și despicat în partea superioară. În partea superioară, în câmp auriu, se află un angrenaj de două roți dințate de culoare neagră (cea mare are 8 dinți, cea mică are 4 dinți). În partea superioară, în câmp albastru, se află două fascii de argint, plasate în centrul partiției, având fiecare câte o linie mediană. În vârful scutului, în câmp roșu, se află o liră de aur, înconjurată de o coroană de spice de aur. Scutul este timbrat de o coroană murală de argint cu un turn crenelat.
Semnificațiile elementelor însumate
Roțile dințate reprezintă faptul că localitatea se află într-o zonă industrială. 
Cele două fascii semnifică râurile Bega și Timiș, care străbat zona. 
Lira de aur simbolizează tradiția culturală a comunei. 
Coroana murală cu un turn crenelat semnifică faptul că localitatea are rangul de comună.

## Istorie
Condițiile favorabile pe care le oferă apropierea de râul Timiș, solul fertil și pădurea din apropiere, au constituit premisele apariției de timpuriu a așezărilor umane. Pe teritoriul localității și în împrejurimi, au fost descoperite numeroase vestigii arheologice și așezări din diferite epoci preistorice. Cu toate acestea, prima mențiune documentară a Girocului datează din 1371-1372, într-un document prin care Sigismund de Luxemburg al Ungariei donează moșia Gyureg lui Vladislau, fiul lui Stefan de Taar. De-a lungul evului mediu continuă să fie sporadic menționat prin diferite documente. Între 1453 - 1497 apare cu numele maghiar Szent György. Cert este că la 1456, Chișoda apare menționată drept proprietate a lui Iancu de Hunedoara, motiv pentru care este posibil ca și Girocul să fi avut același statut. 
Mai târziu, conscripțiile lui Marsigli din 1690 - 1700 vorbesc despre Gyirog. După cucerirea Banatului de către austrieci, apare pe harta de la 1717 cu numele Juroc, cu 60 de case, iar pe harta ui Mercy de la 1723 cu numele Jurok. Până la 1848, terenul agricol a fost proprietate camerală. După anul revoluționar 1848 și desființarea iobăgiei, Girocul a cunoscut o dezvoltare accentuată, cu toate că a suferit și de vicisitudinile naturii care i-au adus inundații puternice în 1859 sau seceta gravă dintre 1863-1864. Ca urmare a inundațiilor, s-a impus îndiguirea Timișului la Giroc. Lucrările de îndiguire au început la 1874 și i-au văzut pe giroceni protagoniști direcți, ei participând din plin atât cu brațele cât și cu animalele și carele pentru îndiguirea Timișului.
În a doua jumătate a secolului XIX, satul a beneficiat de modernizarea generală care cuprindea Banatul, fiind pe rând conectat la rețeaua poștală, la ce atelegrafică apoi la calea ferată Timișoara - Baziaș, una din primele căi ferate din Banat, care lega Timișoara de portul dunărean Baziaș, dată în folosință la 1858. Satul a beneficiat de stație la cale ferată și i-a permis de timpuriu transporturi moderne, mai ales legătura cu Timișoara, unde puteau fi desfăcute mai ușor produsele locale. În 1897, profesorul Atanasie Baicu a înființat la Giroc Banca Poporală „Ghiroceana”, o instituție de credit rurală care i-a sprijinit pe țăranii români să cumpere terenurile agricole puse la vânzare, oferindu-le credite mult mai avantajoase decât puteau primi de la băncile timișorene. Banca a jucat un rol fundamental pentru modernizarea agriculturii și creșterea simțitoare a bunăstării generale.
Înainte de primul război mondial, pe drumul dintre Timișoara și Giroc s-a înființat o fabrică de cărămidă care aparținea firmei „Burghard-Becker”. Mulți dintre ghiroceni au lucrat acolo. Fabrica a fost închisă din cauza concurenței cu marile centre de producere a cărămizii de la Jimbolia și Lugoj.
Între 1910 - 1912, din motive economice, mai multe familii de germani din Nițchidorf s-a mutat în hotarul Girocului, pe locul numit „Nemți”, la 1 km SV de vatra satului. S-a constituit astfel un cătun german, care însă s-a destrămat după nu mulți ani, pe măsură ce germanii s-au mutat în sat, unde și-au construit și case.
În primul război mondial au decedat 82 de ghiroceni. În cinstea lor a fost ridicat un monument ridicat în curtea bisericii în 1927, construit de Banca Populară „Ghiroceana”.
După unirea Banatului cu România, a avut loc, la 1921, exproprierea baronilor maghiari și redistribuirea terenului către țărani. Pe hotarul satului a existat cel puțin o astfel de mare proprietate, a unui baron maghiar care deținea și un castel. După acest moment începe să se formeze o pătură înstărită de țărani. Cu sprijinul băncii Ghiroceana ei achiziționează și utilaje agricole.
După cel de-al doilea război mondial, a avut loc naționalizarea și colectivizarea, apoi industrializarea parțială, creșterea fenomenului migratoriu și a navetismului. Satul s-a dezvoltat în continuare. După revoluția din 1989 a cunoscut o perioadă de stagnare iar în prezent beneficiază de o poziție și de o conjunctură favorabilă, fiind una din cele mai bogate localități rurale din județul Timiș.

## Demografie
Până la primul război mondial, a avut loc o creștere generală a populației. Girocul era majoritar român, cu doar puțini reprezentanți ai etniilor cele mai răspândite în Banat. Între 1910-1912, s-au mutat la Giroc câteva familii de germani de la Nițchidorf. Numărul cel mai mare a germanilor s-a situat astfel în jurul a circa 10% din totalul populației. În primul război mondial populația scade, apoi trece printr-o perioadă de realtivă stagnare până la al doilea război mondial, când scade din nou. După aceea începe să crească și mai ales după 1960, când încep să se stabilească la Giroc mai multe familii venite din restul țării, în special din județul Caraș-Severin și din Ardeal (mai ales Bihor). Are loc o dezvoltare industrială pe teritoriul comunei, mai ales din lipsa de spațiu adecvat în Timișoara. Muți timișoreni se stabilesc aici și contribuie la creșterea populației navetiste.
În ianuarie 1977, 145 de gospodării și 545 de locuitori din afara vetrei propriu-zise a Girocului, sunt desprinse și trecute din punct de vedere administrativ în componența municipiului Timișoara, pentru a forma actualul cartier Fratelia B, alipit de oraș. Din acest motiv, la recensământul efectuat în același an, nu mai este înregistrată această populație ci numai cea efectiv sub administrația comunei Giroc. Cu toate acestea, numărul locuitorilor este semnificativ și nu scade. Împreună cu acea porțiune, ar fi înregistrat peste 3.100 de locuitori.
După scăderea înregistrată spre sfârșitul anilor '80 și începutul anilor '90, numprul locuitorilor s-a stabilizat și a început din nou să crească. Atât germanii cât și maghiarii s-au redus semnificativ la număr, iar majoritatea românească s-a întărit.

## Economie
Girocul joacă un rol important pentru economia Timișoarei, întrucât s-a constituit drept rezervă de forță de muncă iar în ultimii ani a început să găzduiască agenți economici atrași de economia timișoreană dar care s-au amplasat în zonele limitrofe. Dezvoltarea industriei timișorene, necesarul forței de muncă, determina multe familii să se stabilească în Giroc, unde cumpără case sau locuiesc în chirie și de unde navetează în condiții bune în Timișoara, mai ales după ce, în anul 1963, se înfiintează traseul de autobuz pe ruta Timișoara - Giroc.

## Învățământ

### Școli și grădinițe
Liceul "David Voniga" Giroc
- Adresa: str. Trandafirilor nr. 59, Giroc

Școala gimnazială cu clasele I-VIII  "Iosif Ciorogariu" din Chișoda
- Adresa: Str. N. Firu nr. 65, Chișoda

Grădinița cu Program Prelungit din Giroc
- Adresa: Str. Trandafirilor, nr. 59, Giroc

Grădinița cu Program Prelungit din Chișoda
- Adresa: Str. N. Firu nr. 56, Chișoda

Creșa din Chișoda
- Adresa: Str. N. Firu nr. 56, Chișoda

Creșa din Giroc
- Adresa: Str. Trandafirilor, nr. 59, Giroc

Afterschool Giroc
- Adresa: str. Trandafirilor nr. 59, Giroc

## Turism

#### Lăcașuri de cultși monumente
BISERICA ORTODOXĂ ROMÂNĂ ”SF. DIMITRIE” GIROC
Adresa: Str. Trandafirilor, nr. 25 Giroc
BISERICA ORTODOXĂ ROMÂNĂ CHIȘODA
Adresa: Str. N. Firu, nr. 35, Chisoda
BISERICA BAPTISTĂ GIROC
Adresa: Str. Trandafirilor, nr. 65, Giroc
BISERICA PENTICOSTALĂ GIROC
Adresa: Str. Dunărea, nr. 75, Giroc
BISERICA BAPTISTĂ CHIȘODA
Adresa: Str. Primăverii, nr. 27 C, Chisoda
BISERICA PENTICOSTALĂ CHIȘODA
Adresa: Str. Cooperatorilor, nr. 55, Chisoda
MĂNĂSTIREA TIMIȘENI
Adresa: Comuna Giroc, Acces Rutier: DN 59 Timișoara, spre Sud – com. Șag (14 km)
MĂNĂSTIREA PREASFÂNTA TREIME
Adresa: str. Pusta, nr. 2, Comuna Giroc, 307220, județ Timiș
Monumentul închinat primilor coriști din Giroc
Adresa: Str. Trandafirilor, nr. 25 Giroc
Monumentul închinat lui Aurel Vlaicu
Adresa: Giroc, parc
Monumentul eroilor din Giroc căzuți în Primul Război Mondial
Adresa: str. Trandafirilor nr. 25 Giroc
Monument închinat eroilor căzuți în Al Doilea Război Mondial
Adresa: Caminul cultural, Giroc
Monumentul coriștilor
Adresa: str, Trandafirilor nr. 25, Giroc